# نوروی هاوس
نوروی هاوس (به انگلیسی: Norway House) یک منطقهٔ مسکونی در کانادا است که در منیوبا واقع شده‌است.